# Laugardalsvöllur

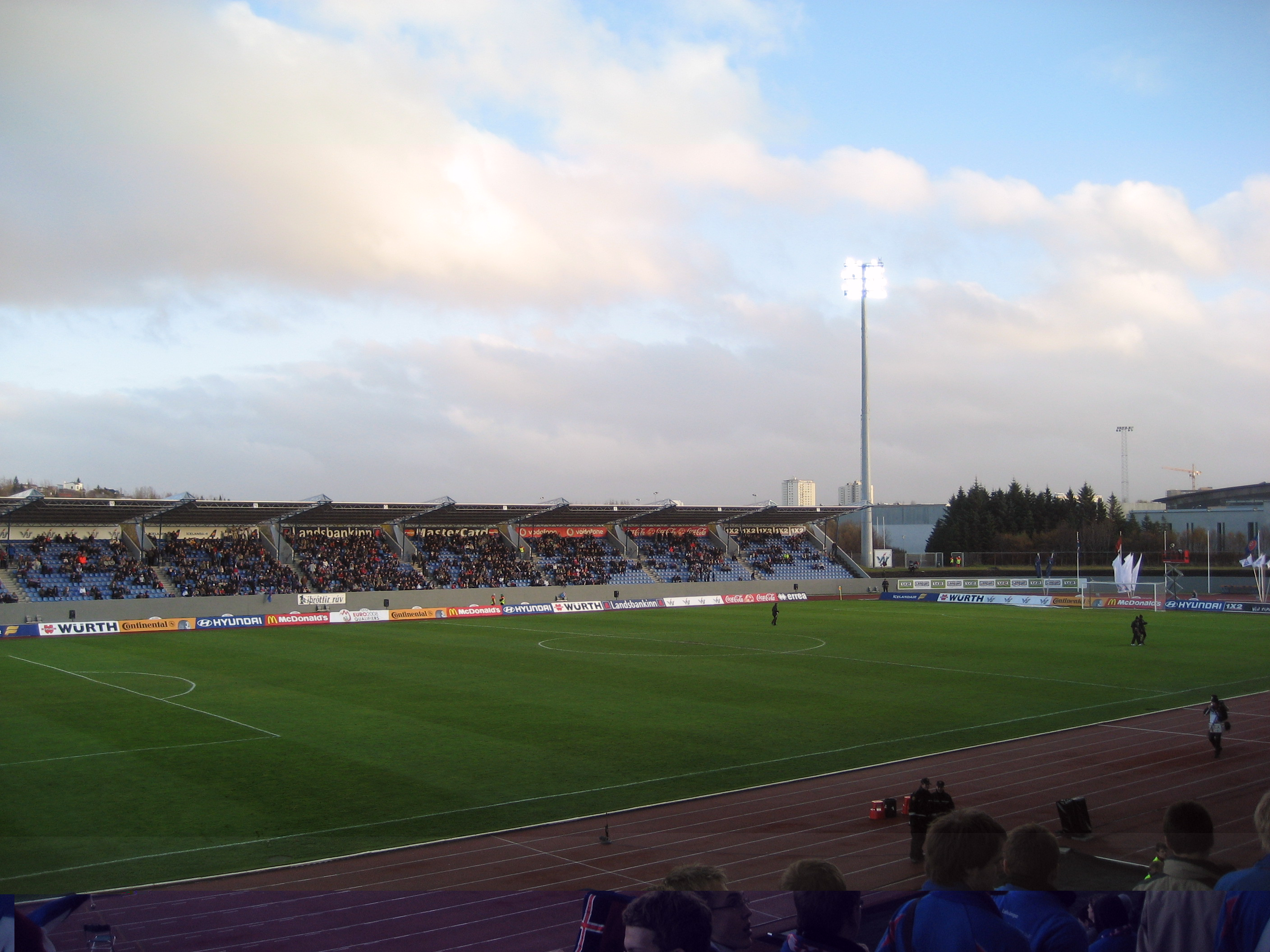
Laugardalsvöllur under kvalspelet till Europamästerskapet 2008.

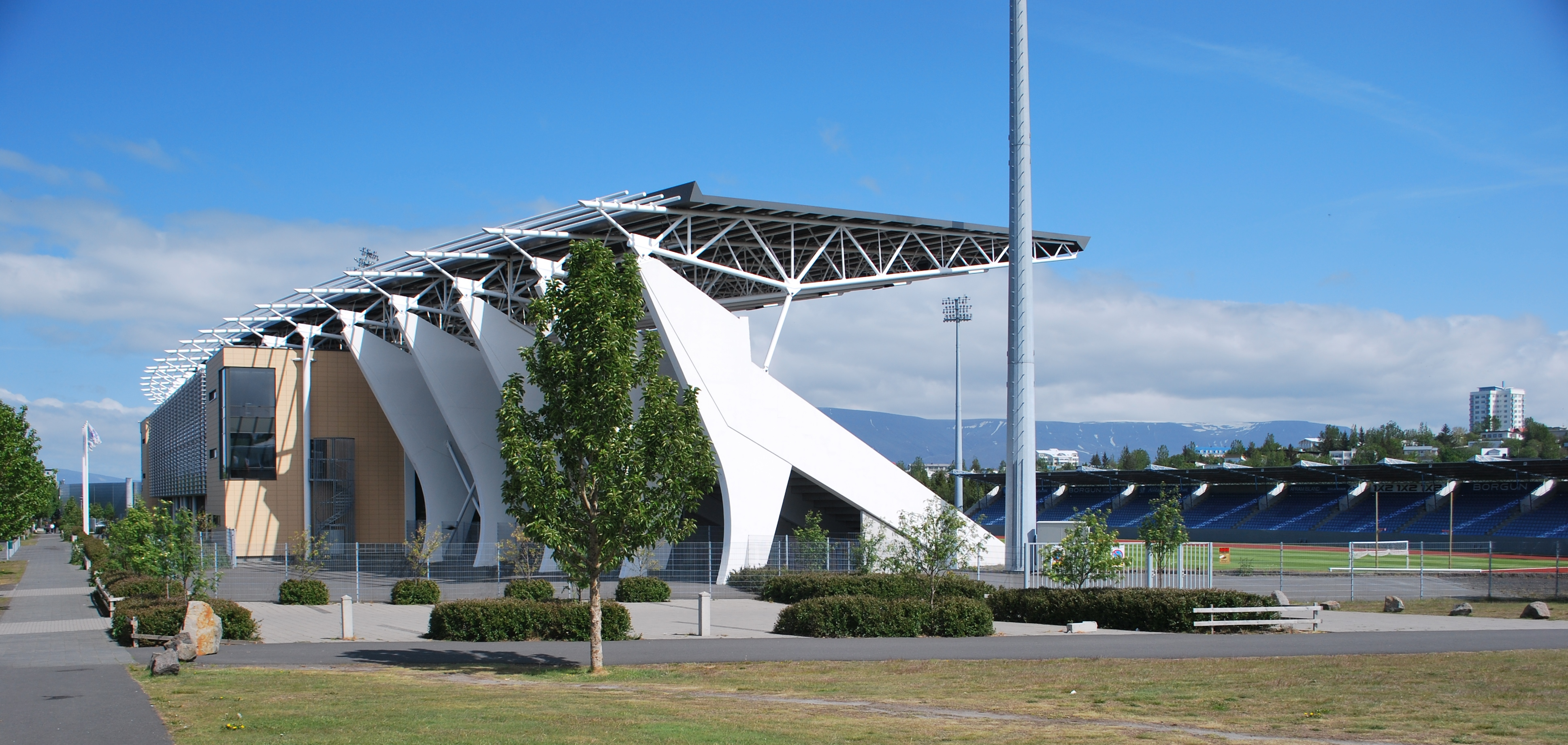
Arenan sedd från gångvägen parallellt med Rekjavegur. Juni 2012.

Laugardsvöllur är Islands hemmaarena i fotboll och friidrott. Den byggdes 1958 med huvudläktaren i Reykjavik. Huvudläktaren har 10 000 sittplatser. Den andra sidans läktare byggdes 1977 och huvudläktaren renoverades 2006. Det finns också två tillfälliga läktare med vardera 1 500 sittplatser.
Det mest besökta arrangemanget var en vänskapsmatch i fotboll mellan Island och Italien 2004, som följdes av 20 204 åskådare. Island vann med 2–0.

### Fotnoter
1. ↑  http://www.uefa.com/MultimediaFiles/Download/FirstDiv/uefaorg/Publications/01/67/03/93/1670393_DOWNLOAD.pdf
2. ↑  ”Iceland 2-0 Italy”. ESPNsoccernet. 18 augusti 2004. Arkiverad från originalet den 2 februari 2009. https://web.archive.org/web/20090202045643/http://soccernet.espn.go.com/report?id=157667&cc=5901. Läst 3 juli 2008.